# Крит, Кристина Валерьевна
Кристина Валерьевна Крит (род. 24 сентября 1976, Ростов-на-Дону) — джазовая пианистка, педагог, композитор, аранжировщик.

## Биография
Кристина Валерьевна Крит родилась 24 сентября 1976 года в Ростове-на-Дону. Окончила музыкальную школу имени Гнесиных по классу фортепиано. В 1998 году она окончила эстрадно-джазовое отделение Ростовской государственной консерватории имени С. В. Рахманинова (класс фортепиано профессора П. К. Назаретова и доцента В. Г. Будиной), в 2001 году — ассистентуру-стажировку по классу камерного ансамбля (творческий руководитель — профессор В. Г. Бударин).
С 1997 по 2003 год играла в биг-бенде Северо-Кавказского военного округа и в ансамбле братьев Текучёвых. Несколько лет была участницей ростовского ансамбля «Hi-Fly».
В 1999 году начала работать в Ростовской государственной консерватории имени С. В. Рахманинова как концертмейстер и преподаватель класса ансамбля на кафедре эстрадной и джазовой музыки. В последующие годы вела такие дисциплины, как импровизация, методика преподавания специальных дисциплин, инструментовка, аранжировка, специальность. В 2011 году получила учёное звание «доцент». С 2013 года заведует кафедрой эстрадной и джазовой музыки (ЭДМ).
Студенты и ансамбли класса Кристины Валерьевны неоднократно становились лауреатами всероссийских и международных конкурсов молодых джазовых исполнителей.
С 2014 года является членом жюри международного конкурса-фестиваля молодых джазовых исполнителей «Gnesin Jazz».
С 2011 по 2018 год была солисткой, концертмейстером ритм-группы, аранжировщиком джаз-оркестра имени Кима Назаретова Ростовской государственной филармонии.
Крит — постоянная участница российских и международных джазовых фестивалей: «Джазовая провинция», «Джаз в саду Эрмитаж», «Джаз над Волгой», «Za Jazz», «Очарование джаза», «Gnesin Jazz», «Кубань-jazz» и других.
В качестве аранжировщика сотрудничает с Академик-бендом под управлением А. О. Кролла, джаз-оркестром им. К. Назаретова, биг-бендом кафедры ЭДМ, Ростовским академическим симфоническим оркестров, краснодарским биг-бендом Г. Гараняна, концертным духовым оркестром имени В. Н. Еждика, оркестром управления Северо-Кавказского регионального командования и другими.
Руководитель джазового ансамбля «All Star Woman Jazz-Band».

## Дискография
- City Jazz for Small Cafe (2007)

## Награды
- Лауреат I премии международного джазового конкурса имени О. Лундстрема.